# Henry Cavendish (1550-1616)
Pour les articles homonymes, voir Henry Cavendish (homonymie).
Sir Henry Cavendish (24 décembre 1550 – 12 octobre 1616), est un militaire et homme politique britannique, né à Hardwick dans le Derbyshire en Angleterre.

## Biographie
Fils aîné de Sir William Cavendish et de Bess de Hardwick, et frère aîné de William Cavendish (1er comte de Devonshire) (l'ancêtre des ducs de Devonshire), il suivit ses études à Eton College. En 1567 il épousa Lady Grace Talbot , fille de George Talbot (6e comte de Shrewsbury), quatrième époux de sa mère Bess de Harwick. Par la suite Cavendish a été envoyé à l'étranger, à Padoue et Venise, avec son beau-frère Gilbert Talbot (7e comte de Shrewsbury).
Il a servi comme militaire dans les Pays-Bas, à la tête de 500 hommes. Ses dépenses dans les Pays-Bas étaient probablement la cause initiale de ses dettes, qui s'élevaient à £ 3000 en 1584, et ce, bien qu'il ait hérité, à sa majorité, le revenu des terres colonisées sur lui par son père, le revenu, qui était jusqu'alors allé à sa mère, Bess de Hardwick, qui avait été fait droit à sa tutelle.
Il fut élu membre du Parlement en 1572, 1584, 1586, 1589 et 1593.
Malheureux dans son mariage arrangé, il a eu huit enfants naturels.